# António Miguel da Silveira Moniz
António Miguel da Silveira Moniz (Ribeira Seca (Calheta), 4 de fevereiro de 1857 — Lisboa, 27 de fevereiro de 1932) foi um professor, escritor e jornalista, com importante acção política.

## Biografia
Nasceu na ilha de São Jorge, filho do morgado Manuel António da Silveira. Professor do ensino primário, viveu por alguns anos em Angra do Heroísmo, cidade onde se dedicou ao jornalismo e à política. Sócio correspondente da Associação da Imprensa Portuguesa, para além de colaborar em vários jornais açorianos, foi redactor fundador do jornal Voz do Professorado e fundou e dirigiu o diário A Gazeta de Notícias (1885-1902)
Militante destacado do Partido Regenerador, exerceu vários cargos electivos, entre os quais o de vogal da Junta Geral e de vereador da Câmara Municipal de Angra do Heroísmo.
Depois de uma passagem pela ilha de São Miguel, fixou-se em Lisboa, onde se empregou como funcionário da Administração do Porto de Lisboa. Naquela cidade manteve colaboração ativa com vários periódicos, sendo de destacar o seu trabalho regular no periódico Portugal, Madeira e Açores, onde manteve a coluna intitulada «Notas Políticas».  Empenhou-se na fundação do Grémio dos Açores, em Lisboa, tendo integrado os corpos dirigentes daquela instituição.
Para além da sua presença na imprensa, publicou textos em prosa, incluindo contos, e adaptou peças francesas para teatro.

## Obras
Entre muitas outras, é autor das seguintes obras:
- Dos Açores a França, (notas de viagem), 1889.
- Contos Insulares.  Angra do Heroísmo, Gazeta de Notícias, 1893[4] (2.ª edição, modificada e refundida, com uma carta-prefácio do Dr. Câmara Reys, Almeida Miranda e Sousa, Lisboa, 1914).
- O africano - annuncios, contos, charadas, anedotas, etc
- Um drama no alto mar (drama em 5 actos)
- Gazeta de noticias
- Terras açoreanas: notas chorographicas e historicas ilustradas. Terras Açoreanas. Lisboa, Typ. do Pimpão, 1906.